# Gato-bravo
O gato selvagem (nome científico: Felis silvestris), também conhecido como gato-cabeçana ou gato-montês, é um pequeno felídeo do gênero Felis, natural da Europa, África e Ásia. A espécie é bastante versátil e ocupa habitats diversificados como savanas, florestas e estepes. O gato-doméstico evoluiu a partir do gato selvagem e é considerado como sua subespécie (Felis silvestris catus).

## Características
O gato selvagem é um carnívoro de médio porte, semelhante aos gatos-domésticos, porém mais robusto. A cabeça é grande e arredondada, com um focinho curto e poderosas mandíbulas. Os olhos são geralmente verdes. As patas são curtas e fortes.
A pelagem é acastanhada e/ou acinzentada, o que permite camuflar-se no seu ambiente. A principal característica distintiva é a sua cauda grossa e de aspecto tufado, que apresenta 3 a 5 anéis pretos, largos e bem espaçados, terminando numa ponta negra arredondada. O corpo também tem riscas ao longo dos flancos e patas. Ao contrário de muitos gatos-domésticos, a pelagem do gato-selvagem não tem pintas.

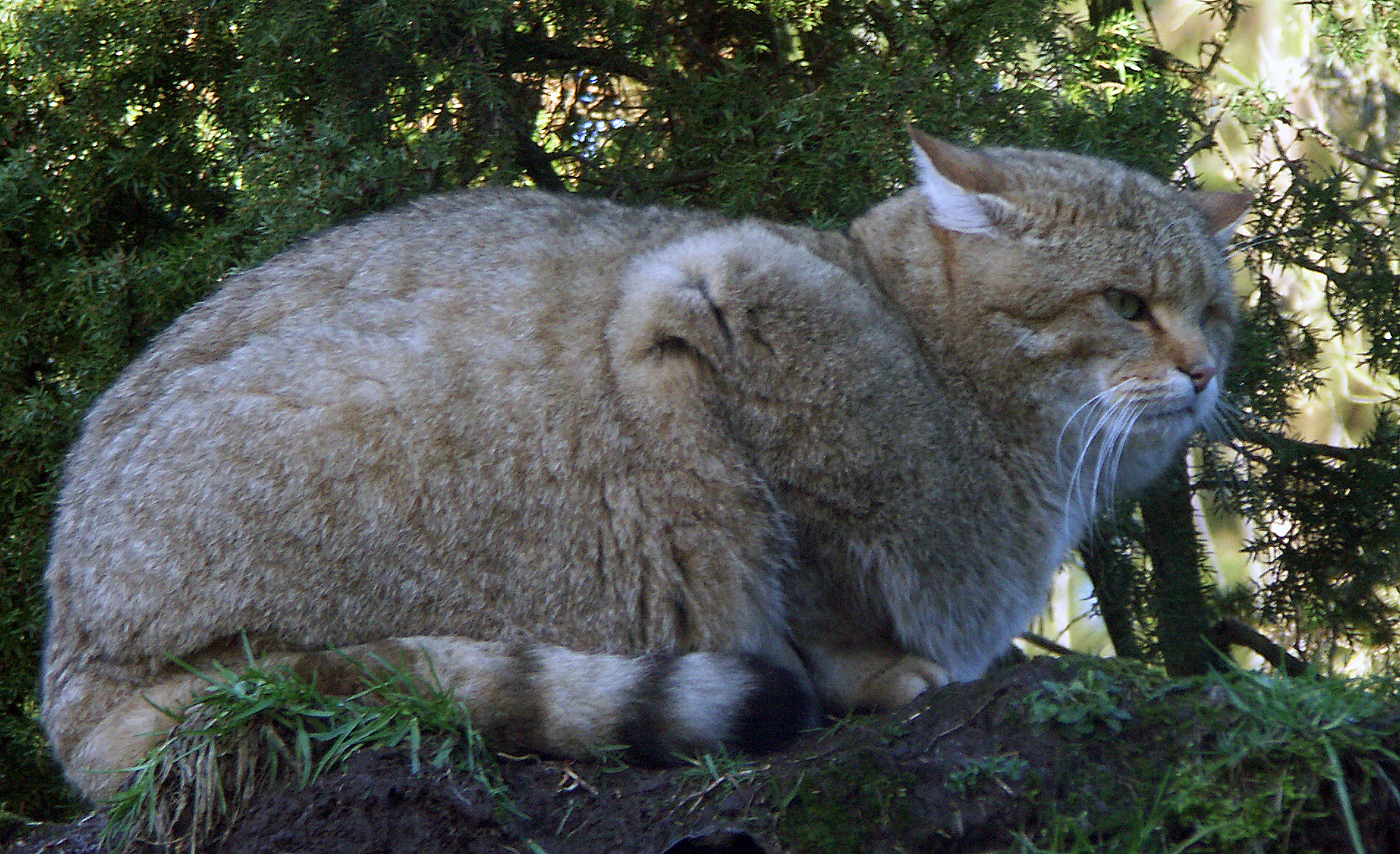
Gato-selvagem.

Os machos têm entre 52 e 65 cm de comprimento e pesam em média 5 kg (máximo 7 kg), enquanto as fêmeas medem entre 48 e 57 cm e pesam cerca de 3,5 kg. O peso dos animais varia sazonalmente.

## Habitat
O gato-selvagem habita preferencialmente bosques fechados, mas também ocorrem em matagais mediterrâneos e florestas de coníferas. Durante o dia podem refugiar-se em buracos de árvores, fendas nas rochas ou tocas abandonadas de outros animais.

## Comportamento
É um animal tímido e esquivo, de hábitos noturnos e difícil de observar na natureza. Como quase todos os felinos, o gato-selvagem é um animal solitário.
Cada animal controla um território que defende tenazmente de invasores. Machos e fêmeas procuram-se apenas na época do acasalamento, no final do inverno boreal. Os territórios podem ter entre 0.6 e 3,5 km², ainda que em Portugal os territórios tendem a ser maiores, alcançando 10–12 km².
Os gatos-selvagens tem excelentes sentidos: audição, olfato e visão. São também grandes trepadores, passando grande parte do tempo sobre os ramos das árvores.

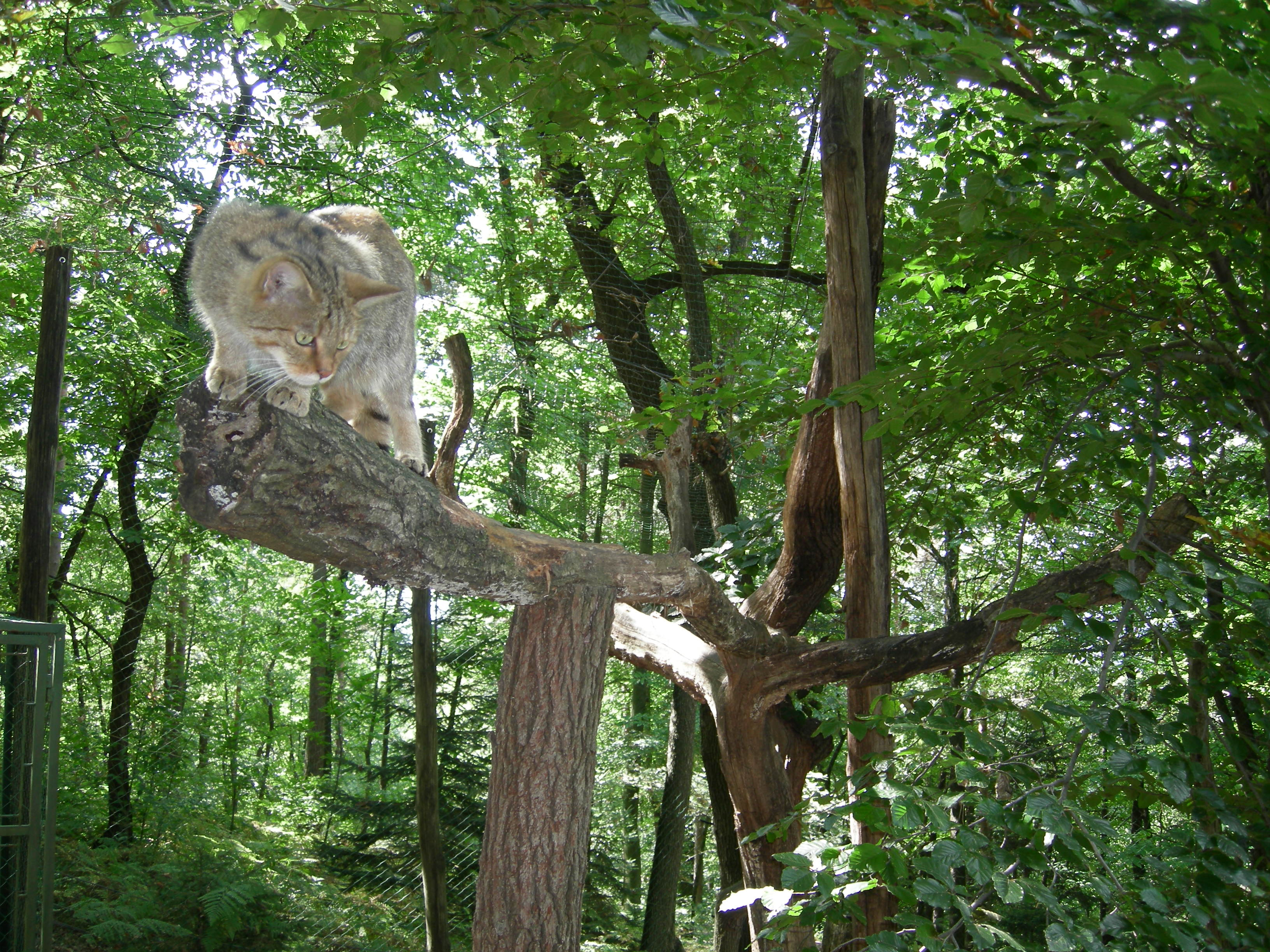
Gato-selvagem.

## Alimentação
O gato selvagem come principalmente pequenos mamíferos como roedores (ratos-selvagens) e lagomorfos (coelhos e lebres). Também come aves, peixes e, mais raramente, pode alimentar-se de répteis, anfíbios e até mesmo de invertebrados como insetos, aracnídeos, crustáceos e moluscos.

## Reprodução
Os acasalamentos ocorrem no final do inverno, entre janeiro e março. Nessa época os machos mais dominantes copulam com várias fêmeas. Após um período de gestação de entre 63 a 70 dias nascem os filhotes, a maioria entre o final de março e o final de abril. As ninhadas têm entre 3 a 7 crias. As fêmeas têm uma ninhada por ano.
As crias são amamentadas entre 6 a 7 semanas, e a partir dessa idade começam a tornar-se independentes e a procurar um território onde estabelecer-se. As fêmeas alcançam a maturidade sexual aos 9-10 meses de idade, e os machos aos 12 meses.

## Distribuição e subespécies
As várias subespécies selvagens do gato-selvagem têm ampla distribuição geográfica, ocorrendo em grande parte da Europa, Ásia e quase toda a África excetuando o deserto do Sahara.

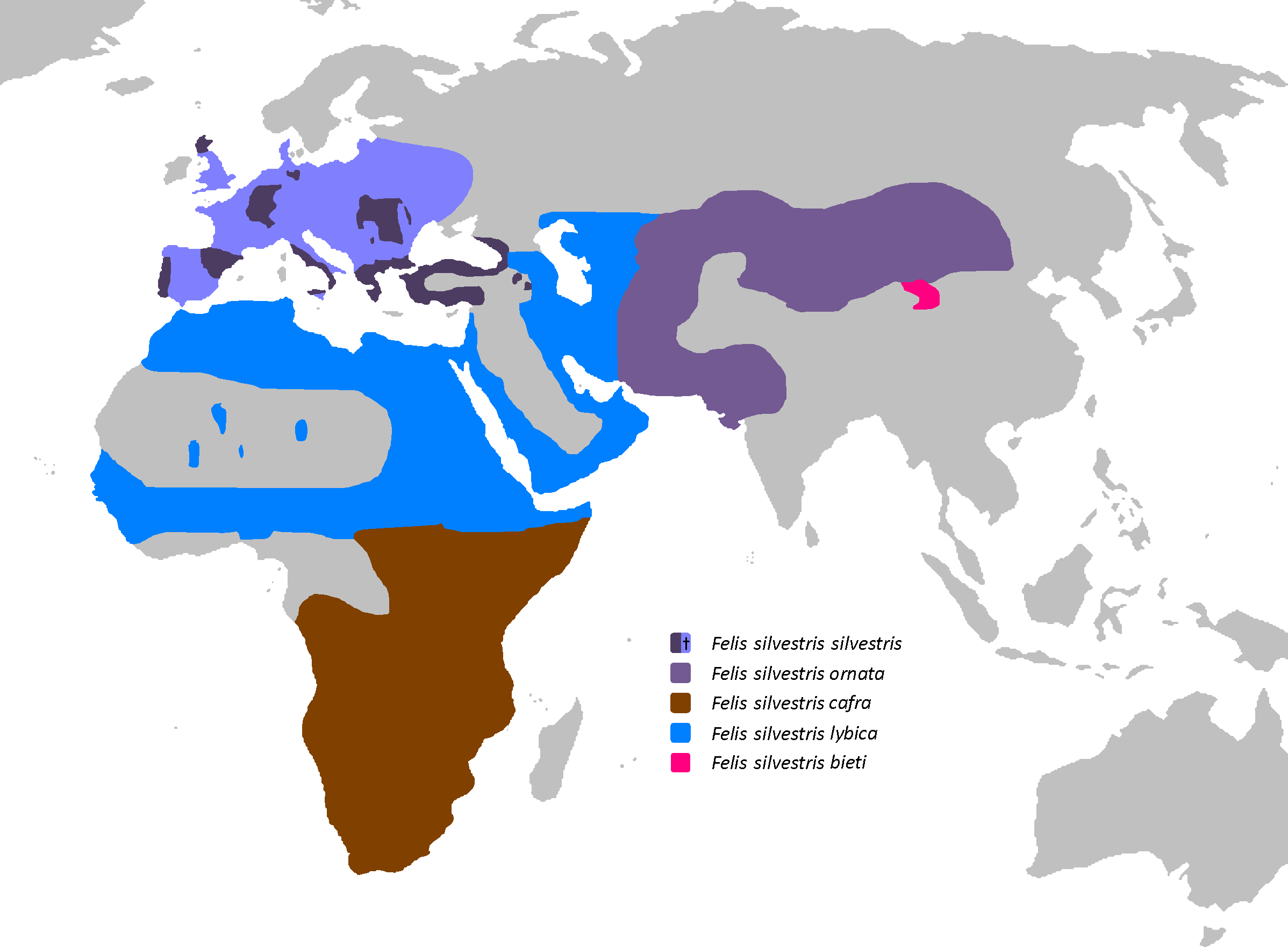
Distribuição das subespécies de Gato-selvagem no Velho Mundo baseada num estudo genético de 2007. Na Europa a variedade F. silvestris silvestris já teve uma distribuição mais ampla no passado (azul-claro) que hoje (azul-escuro).

De acordo com um estudo genético de 2007, há cinco sub-espécies de gato-selvagem:
- Felis silvestris silvestris (Europa e Turquia).
- Felis silvestris lybica (Norte da África, Oriente Médio e Ásia Central).
- Felis (silvestris) catus (Grande parte do globo! Derivado da subespécie anterior).
- Felis silvestris cafra (África subsariana).
- Felis silvestris ornata (Paquistão, noroeste da Índia, Mongólia e norte da China).
- Felis silvestris bieti (China).
- Felis silvestris caucasica (Região do Cáucaso).

Além das sub-espécies selvagens, os gatos-domésticos são considerados membros da subespécie Felis silvestris catus, derivada da domesticação do gato-da-Líbia (Felis silvestris lybica) na região do Crescente Fértil mais de 9000 anos atrás.
O gato-selvagem desapareceu de várias regiões da Europa Ocidental. Em Portugal ocorre a subespécie Felis silvestris silvestris de norte a sul do país, mas não se conhece sua tendência populacional. Várias áreas de conservação em Portugal abrigam populações de gatos-selvagems, como o Parque Nacional da Peneda-Gerês, Parque Natural do Alvão, o Parque Natural de Montesinho, o Parque Natural do Douro Internacional, o Parque Natural da Serra de São Mamede, a Reserva Natural Serra da Malcata, etc.

## Ameaças
Ainda que globalmente considerado uma espécie abundante, o gato-selvagem é ameaçado localmente pela caça furtiva, destruição de habitats e diminuição das suas presas naturais (roedores e coelhos). Na Europa, um dos principais problemas é a hibridação da sub-espécie selvagem, Felis silvestris silvestris, com o gato-doméstico, que pertence a outra sub-espécie. Estudos genéticos mostram que, em algumas regiões europeias, grande parte dos gatos-selvagems europeus são híbridos entre as sub-espécies selvagem e doméstica.